# Người bán gạo
Người bán gạo (tiếng Pháp: La marchand de riz) là một tác phẩm tranh lụa của Nguyễn Phan Chánh, ra đời năm 1932. Vào năm 2013, bức tranh đã được bán với giá 3,03 triệu HKD, trở thành bức hoạ có giá cao nhất của họa sĩ người Việt thời điểm đó. Hiện bức tranh thuộc sở hữu của nhà môi giới tranh người Pháp Pascal de Sarthe.

## Tác phẩm
Tác phẩm ra đời vào năm 1932 do Nguyễn Phan Chánh vẽ trên chất liệu lụa, kích thước 64,5 cm x 50,5 cm, với chất liệu chính bằng mực và bột màu và đi kèm là bài thơ chữ Hán cùng hai con dấu của họa sĩ trên tranh. Khung tranh do một chuyên gia đóng khung người Pháp đóng và bức tranh được đem đi trưng bày sau đó ở Napoli năm 1934. Người bán gạo được cho là lấy hình mẫu từ vợ của ông, người đã qua đời ở tuổi ngoài 40, với hình ảnh chiếc khăn vấn vành nâu, mái tóc đen rẽ giữa cùng nét mặt "thùy mị, thanh tú".
Bức tranh cho thấy hai nhân vật: một người bán, một người mua; điểm nhìn cận cảnh, bố cục hẹp, trong đó không thể nhìn thấy mặt người bán gạo khi quay lưng lại với người xem ở tiền cảnh. Đây được coi là tác phẩm duy nhất của Nguyễn Phan Chánh có bố cục như vậy. Theo họa sĩ Lê Thiết Cương, Người bán gạo cũng như các tác phẩm khác của Nguyễn Phan Chánh đều được vẽ theo một bảng màu ít tương phản nóng lạnh và cũng ít tương phản đậm nhạt mà theo một tông trung độ gợi đến "màu của nông thôn, của dân dã [...] các mảng, khối, nét nhòe lẫn trong nhau mập mờ".

## Di sản
Vào ngày 27 tháng 5 năm 2013, bức tranh đã được bán với giá 3,03 triệu HKD (390.000 USD; khoảng 8 tỉ đồng) cho nhà môi giới tranh người Pháp tên Pascal de Sarthe trong một cuộc đấu giá của Christie's International tại Hồng Kông. Đây giá cao nhất với một bức tranh của họa sĩ người Việt thời điểm đó. Dù vậy, ban đầu bức vẽ chỉ được định giá 75 USD do nhầm tưởng là của một họa sĩ người Trung Quốc tập sự vì không được ký tên. Sau khi chuyển đến trụ sở của Christie's ở Hồng Kông, các chuyên gia đã phát hiện ra chữ ký đằng sau bức tranh và định giá lại cho tác phẩm từ 800.000 HKD đến 1 triệu HKD. Jean-Francois Hubert, chuyên gia tư vấn cấp cao về nghệ thuật Việt Nam tại nhà đấu giá Christie's, đã đánh giá Người bán gạo là tác phẩm "cho thấy tài năng của người họa sĩ ở độ chín nhất một cách hoàn hảo", trong khi Pascal thì coi đây là "một tuyệt phẩm hiếm có và vẫn trong tình trạng tốt đáng kinh ngạc". 5 năm sau đó vào năm 2018, tác phẩm Em bé bên chú chim của ông vẽ vào năm 1931 cũng xác lập kỷ lục tương tự khi được bán với giá 6,7 triệu HKD (gần 20 tỉ đồng).